# Felsen und Hangwälder im nördlichen Frankenjura
Felsen und Hangwälder im nördlichen Frankenjura este o arie protejată (arie de protecție specială avifaunistică — SPA) din Germania întinsă pe o suprafață de 5.267,41 ha, integral pe uscat.

## Localizare
Centrul sitului Felsen und Hangwälder im nördlichen Frankenjura este situat la coordonatele 50°04′06″N 11°12′57″E / 50.0683°N 11.2158°E.

## Înființare
Situl Felsen und Hangwälder im nördlichen Frankenjura a fost declarat arie de protecție specială avifaunistică în septembrie 2006 pentru a proteja 14 specii de animale.

## Biodiversitate
Situată în ecoregiunea continentală, aria protejată nu include niciun habitat protejat.
La baza desemnării sitului se află mai multe specii protejate de  păsări (14): pescăruș albastru (Alcedo atthis), fâsă de pădure (Anthus trivialis), buha (Bubo bubo), porumbel de scorbură (Columba oenas), ciocănitoare neagră (Dryocopus martius), Falco peregrinus peregrinus, șoimul rândunelelor (Falco subbuteo), ciuvică (Glaucidium passerinum), capîntortură (Jynx torquilla), sfrâncioc roșiatic (Lanius collurio), ciocârlie de pădure (Lullula arborea), grangur (Oriolus oriolus), viespar (Pernis apivorus), silvie de câmp (Sylvia communis).